# Humberto Ciganda
Humberto Pio Ciganda Barnech (San José de Mayo, 27 de agosto de 1921 - Montevideo, 30 de marzo de 2011) fue un político uruguayo perteneciente al Partido Demócrata Cristiano y a la Unión Cívica.

## Biografía
Se desempeñó como funcionario bancario y productor rural. También tuvo actuación gremial.
Militante en la Unión Cívica del Uruguay desde muy joven. Luego de que en 1962 la misma se transformara en el Partido Demócrata Cristiano, Ciganda fue elegido diputado para el período 1963-1967, siendo reelecto en el siguiente período.
En 1980 militó por el NO en el plebiscito constitucional. En 1984 participó de las negociaciones con los militares procurando una salida democrática. Con tal motivo concurrió en representación del partido junto con Juan Vicente Chiarino a las negociaciones que culminaron en el Pacto del Club Naval. En las elecciones del mismo año se postuló al Senado, sin éxito.
En 2008 participó del acuerdo político que vinculó a la Unión Cívica con el Partido Nacional.